# Liste der Monuments historiques in Roubion (Alpes-Maritimes)
Die Liste der Monuments historiques in Roubion (Alpes-Maritimes) führt die Monuments historiques in der französischen Gemeinde Roubion auf.

## Liste der Bauwerke
| Bezeichnung          | Beschreibung                      | Standort                     | Kennzeichnung | Schutzstatus | Datum | Bild           |
| -------------------- | --------------------------------- | ---------------------------- | ------------- | ------------ | ----- | -------------- |
| Kapelle St-Sébastien | erste Hälfte des 16. Jahrhunderts | Le Collet de la Forêt (Lage) | PA00080826    | Classé       | 1948  | weitere Bilder |
| Burgruine            | 12. Jahrhundert                   | (Lage)                       | PA00080827    | Inscrit      | 1941  | weitere Bilder |

## Liste der Objekte
Zum Verständnis siehe: Kirchenausstattung
- Monuments historiques (Objekte) in Roubion (Alpes-Maritimes) in der Base Palissy des französischen Kultusministeriums